# Pacte Nacional per a l'Educació
El Pacte Nacional per a l'Educació és un pacte que se signà a Catalunya al Palau de la Generalitat el 20 de març de 2006, al final de la legislatura del Primer Govern Tripartit (2003-2006). Va ser un pacte de caràcter social, sense participació explícita dels partits polítics, sobre el sistema educatiu preuniversitari. El pacte va establir una sèrie d'acords a cinc àrees educatives entre les entitats signats: 1) aspectes relacionats amb la relació entre les famílies dels alumnes i el sistema educatiu, 2) la definició d'un servei públic educatiu, 3) el paper dels ajuntaments al sistema educatiu, 4) aspectes relacionats amb el professorat i en general els professionals de l'educació i 5) l'autonomia dels centres educatius.
El Pacte Nacional per a l'Educació estava inclòs en el Pacte del Tinell, és a dir el pacte entre els tres partits polítics que van formar el Primer Govern Tripartit català l'any 2003. Es veia com un procés participatiu de la ciutadania i de la comunitat educativa per establir les bases d'una llei d'educació pròpia de Catalunya.

## Crònica de la gestació del pacte
Els antecedents del Pacte Nacional per a l'Educació potser s'han de buscar a la Conferència Nacional d'Educació (2000-2002) (CNE), un primer esforç d'anàlisi i reflexió amb la participació de molts estament de la comunitat educativa que culminaria el 15 de juny de 2002. Aquests treballs de reflexió sobre el sistema educatiu català havien estat coordinats pel Consell Superior d'Avaluació del Sistema Educatiu.
El pacte d'educació a Catalunya es va començar a gestar des del començament de la coalició de govern gestada el 2003 entre el Partit dels Socialistes de Catalunya-Ciutadans pel Canvi (PSC-CpC), Esquerra Republicana de Catalunya (ERC) i Iniciativa per Catalunya Verds-Esquerra Unida i Alternativa (ICV-EUiA), conegut com el Tripartit. A l'acord de govern, conegut com el Pacte del Tinell, es planteja com un dels objectius del nou govern
| «                                    | ..el Govern donarà un nou impuls de confiança i de qualitat al nostre sistema educatiu, que garanteixi, en l'àmbit de la societat del benestar i de la igualtat d'oportunitats, uns objectius mínims comuns a tota la ciutadania, que permetin la participació efectiva i democràtica i una formació adequada als reptes que tenim plantejats com a societat. | » |
| — Pacte del Tinell , Acord de govern | |   |

L'objectiu final que es proposava era dotar a Catalunya d'una llei d'educació pròpia, i per dotar de fonaments a aquesta llei, es va dissenyar un pacte nacional, com a instrument de participació de la ciutadania i de la comunitat educativa.
El procés de gestació del pacte va començar el juny de 2004, quan el Departament d'Educació de la Generalitat de Catalunya demana al Consell Escolar de Catalunya (CEC) començar a desenvolupar la construcció del pacte. Amb aquest objectiu el CEC elabora un document que presenta al novembre de 2004 amb aportacions sobre els temes que al parer del CEC s'haurien d'incloure al Pacte Nacional per a l'Educació.
Tenint en compte els resultats de la Conferència Nacional d'Educació de 2000-2002 i el document del Consell Escolar de Catalunya es van crear cinc grups d'experts encarregats de la redacció dels documents base del pacte en els cinc àmbits constituents:
1. Famílies i educació
2. El servei públic educatiu
3. Corresponsabilitat dels ajuntament en l'educació
4. Professorat i altres professionals de l'educació
5. Autonomia de centre

El treball d'aquest grup d'experts es va plasmar en un document que recollia els seus suggeriments per aquests cinc àmbits. En aquest moment es va endegar un altre debat al si del Consell Escolar de Catalunya i a més es va obrir un procés de debat públic sobre els suggeriments aportats pels grups d'experts. Basant-se en aquest debat el CEC va elaborar un document, i els grups d'experts van aportar les seves últimes recomanacions al Govern de la Generalitat de Catalunya.

## Signants
Els signants van ser el Govern de la Generalitat de Catalunya; les organitzacions de l'ensenyament privat: l'Agrupació Escolar Catalana, l'Associació Professional Serveis Educatius de Catalunya, la Confederació de Centres Autònoms d'Ensenyament de Catalunya, la
Federació Catalana de Centres d'Ensenyament; les organitzacions sindicals i les seves federacions d'ensenyament: Comissions Obreres de Catalunya, Unió General de Treballadors de Catalunya i Unió Sindical Obrera de Catalunya; les federacions d'associacions de pares i mares d'alumnes: Federació d'Associacions de Mares i Pares d'Alumnes de Catalunya, Federació d'Associacions de Mares i Pares d'Alumnes de l'Ensenyament Secundari, Federació d'Associacions de Pares d'Escoles Lliures, Confederació Cristiana d'Associacions de Pares i Mares de Catalunya i Federació Catalana d'Associacions de Pares d'Alumnes d'Educació Especial-Federació Catalana Pro Persones amb Retard Mental; les associacions del món municipal: Federació de Municipis de Catalunya i Associació Catalana de Municipis; l'Associació de Joves Estudiants de Catalunya; la Federació de Moviments de Renovació Pedagògica i el Col·legi Oficial de Doctors i Llicenciats en Filosofia i Lletres i en Ciències de Catalunya.

## Contingut
El Pacte Nacional per a l'Educació es va articular al voltant dels cinc àmbits que van també articular el debat previ:
1. Les famílies, quant a la responsabilitat que tenen en l'educació dels seus fills.
2. Les escoles finançades amb fons públics, amb la intenció de treballar cap a un servei públic d'educació.
3. Els ajuntaments, com a nivell de l'administració més propera al sistema educatiu.
4. El professorat, com a agent primordial en la qualitat dels sistema educatiu.
5. Els centres educatius públics, quant al seu valor en donar qualitat a tot el sistema.[11]